# Birra Tsingtao
La Tsingtao (青岛啤酒, pinyin Qīngdǎo píjiǔ e Tsingtau-Brauerei in tedesco) è una birra lager prodotta in Cina, nella città di Tsingtao. Il nome deriva proprio dalla romanizzazione del nome della città secondo la trascrizione postale o dell'EFEO (un tempo molto più diffusi del pinyin).
Si tratta della birra cinese più conosciuta e popolare, esportata in più di 90 stati in tutto il mondo, conoscendo particolare diffusione nei paesi dove le comunità cinesi sono più consistenti e radicate. Da sola rappresenta per la Cina più del 50% delle esportazioni di birra. Viene prodotta nelle varianti Tsingtao Lager e Tsingtao Pure Draft (con grado alcolico 4,7% vol).

## Storia
Il birrificio trae le sue origini dalla The Anglo-German Brewery Co. Ltd, società per azioni anglo-tedesca con sede ad Hong Kong. Viene fondato il 15 agosto 1903 con il nome Germania-Brauerei con un capitale versato di 400.000 dollari messicani d'argento, divisi in 4000 azioni ciascuna del valore di 100 $. La prima birra ad opera del nuovo birrificio viene servita il 22 dicembre 1904.
Il 16 agosto 1916, un'assemblea generale straordinaria tenuta a Shanghai sancisce la messa in liquidazione della società e la cessione al gruppo giapponese Dai-Nippon. Il passaggio viene approvato dall'amministrazione militare giapponese il 9 settembre successivo. Il pagamento del 70% delle quote ancora in mano ad azionisti tedeschi viene portato a termine, per tramite dei liquidatori, il 2 aprile 1921.
Negli anni cinquanta la birra inizia ad essere esportata all'estero, prevalentemente ad Hong Kong, Macao e negli stati del sud-est asiatico. A partire dal 1972 comincia ad essere venduta anche negli Stati Uniti d'America, dove diventa la birra cinese più diffusa.
Passata sotto il controllo del governo cinese dopo la seconda guerra mondiale, la compagnia viene privatizzata nei primi anni '90, cambiando nome in Tsingtao Brewery Company Limited nel 1993 dopo la fusione con altri tre birrifici della città di Qingdao. Nel 2005 il gruppo americano Anheuser-Busch, già detentore di una quota del 5% aumenta la sua partecipazione nella Tsingtao fino al 27%. Nel settembre 2008 la quota di proprietà di AB viene acquistata dal gruppo belga InBev.
Il 23 gennaio 2009 InBev annuncia la cessione del 19,9% delle azioni al gruppo giapponese Asahi Breweries per 667 milioni di dollari, Asahi diventa così il secondo maggior azionista della Tsingtao. Il 9 maggio 2009 le rimanenti quote di proprietà di inBev vengono vendute al magnate cinese Chen Fashu per 235 milioni di dollari. Asahi ha successivamente ceduto le proprie quote a Fosun nel 2017. Nel 2012 la Tsingtao firma un accordo con la giapponese Suntory per la creazione di due società in joint venture con sede a Shangai per favorire la produzione della birra e la sua commercializzazione nella zona di Shangai e nella provincia di Jiangsu.